# Голюбско-Добжинский повет
Голюбско-Добжинский повет (пол. Powiat golubsko-dobrzyński) — повет (район) в Польше, входит как административная единица в Куявско-Поморское воеводство. Центр повета — город Голюб-Добжинь. Занимает площадь 612,98 км². Население — 45 342 человека (на 31 декабря 2015 года).

## Административное деление
- города: Голюб-Добжинь, Ковалево-Поморске
- городские гмины: Голюб-Добжинь
- городско-сельские гмины: Гмина Ковалево-Поморске
- сельские гмины: Гмина Цехоцин, Гмина Голюб-Добжинь, Гмина Радомин, Гмина Збуйно

## Демография
Население повета дано на 31 декабря 2015 года.
| Перепись            | Всего  | Мужчины | Женщины |
| ------------------- | ------ | ------- | ------- |
| Всего               | 45 342 | 22 423  | 22 919  |
| Городское население | 17 062 | 8140    | 8922    |
| Сельское население  | 30 567 | 14 283  | 13 997  |